# Michael Andersen
Michael Andersen (ur. 29 stycznia 1974 w Kopenhadze) – duński koszykarz występujący na pozycji środkowego.
W latach 2005–2007 reprezentował Prokom Trefl Sopot. W sezonie 2007/2008 występował w Enerdze Czarnych Słupsk.

## Przebieg kariery
| Sezon     | Klub                          |
| --------- | ----------------------------- |
| 1993/1994 | Rhode Island (NCAA)           |
| 1994/1995 | Rhode Island (NCAA)           |
| 1995/1996 | Rhode Island (NCAA)           |
| 1996/1997 | Rhode Island (NCAA)           |
| 1997/1998 | AEK Ateny (Grecja)            |
| 1998/1999 | AEK Ateny (Grecja)            |
| 1999/2000 | Kinder Bolonia (Włochy)       |
| 2000/2001 | Peristeri BC (Grecja)         |
| 2001/2002 | Peristeri BC (Grecja)         |
| 2002/2003 | Pompea Napoli (Włochy)        |
| 2003/2004 | Pompea Napoli (Włochy)        |
| 2004/2005 | Pompea Napoli (Włochy)        |
| 2005/2006 | Prokom Trefl Sopot (Polska)   |
| 2006/2007 | Prokom Trefl Sopot (Polska)   |
| 2007/2008 | Legea Scafati (Włochy)        |
| 2007/2008 | Energa Czarni Słupsk (Polska) |